# Dandalup River
Der Dandalup River ist ein Fluss im Südwesten des australischen Bundesstaates Westaustralien. 

## Geografie
Der Fluss entspringt bei Berijup nördlich von Pinjarra. Er fließt nur rund drei Kilometer in westlicher Richtung  bis zu seiner Mündung in den Murray River. Allerdings besitzt er zwei deutlich längere Quellflüsse, den North Dandalup River mit 39,1 km Länge und den South Dandalup River mit 56,4 km Länge.

### Nebenflüsse mit Mündungshöhen
- North Dandalup River – 12,4 m
- South Dandalup River – 12,4 m[1]